# Gonzalagunia killipii
Gonzalagunia killipii är en måreväxtart som beskrevs av Paul Carpenter Standley. Gonzalagunia killipii ingår i släktet Gonzalagunia och familjen måreväxter. Inga underarter finns listade i Catalogue of Life.